# Frickius variolosus
Frickius variolosus is een keversoort uit de familie mesttorren (Geotrupidae). De wetenschappelijke naam van de soort werd in 1897 gepubliceerd door Philibert Germain.